# Алтарык
Алтарык — протока Чулыма в Томской области, Россия. Устье находится в 294 км от устья по левому берегу Чулыма. Протяжённость протоки 29 км.

## Притоки
- 2 км: Юл (лв)
- 16 км: Соколы (лв)

## Данные водного реестра
По данным государственного водного реестра России относится к Верхнеобскому бассейновому округу, водохозяйственный участок реки — Чулым от водомерного поста села Зырянское до устья, речной подбассейн реки — Чулым. Речной бассейн реки — (Верхняя) Обь до впадения Иртыша.
Код водного объекта — 13010400312115200021254.